# راس المسجد (بعدان)

تعديل مصدري - تعديل

راس المسجد محلة تابعة لقرية الجبجب، التابعة لعزلة المنار بمديرية بعدان إحدى مديريات محافظة إب في الجمهورية اليمنية، بلغ تعداد سكانها 46 حسب تعداد اليمن لعام 2004.